# Pluvier de Leschenault
Anarhynchus leschenaultii
Espèce
Synonymes
Charadrius leschenaultii
Statut de conservation UICN

 LC  : Préoccupation mineure

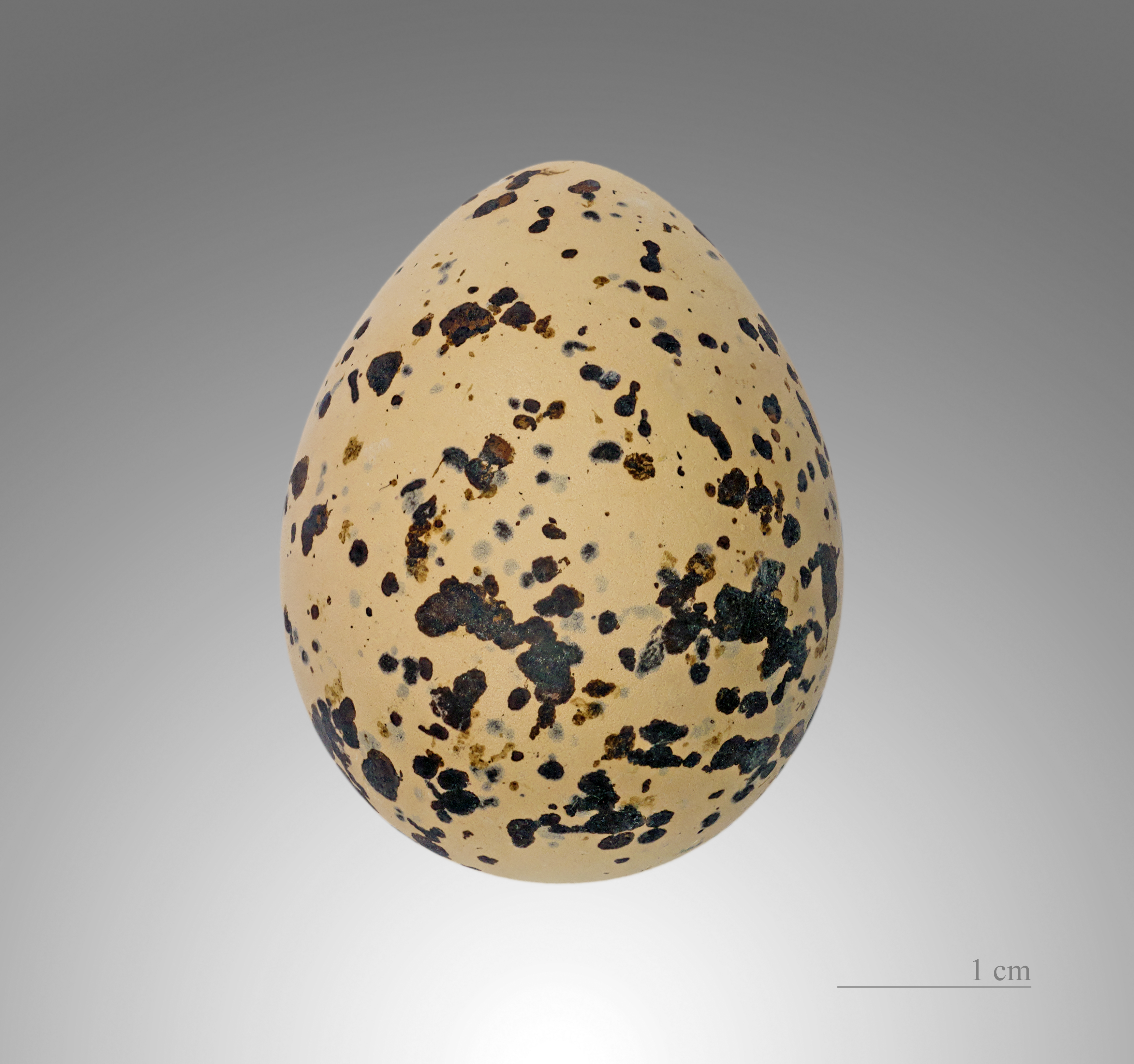
Œuf de Gravelot de Leschenault - Muséum de Toulouse

Le Pluvier de Leschenault (Anarhynchus leschenaultii), Gravelot de Leschenault ou Gravelot du désert, est une espèce d'oiseaux de la famille des Charadriidae.

## Nomenclature
Ses noms scientifique et vernaculaire commémorent le naturaliste français Jean Baptiste Louis Claude Leschenault de la Tour (1773-1826).

## Description
Cet oiseau mesure 22 à 25 cm. Il s'agit d'un limicole trapu aux pattes et au bec relativement longs pour un gravelot.

## Habitat
Cet oiseau se reproduit dans les zones désertiques et semi-désertiques jusqu'à 3 000 m d'altitude (généralement moins haut que le Gravelot mongol du groupe mongolus), le plus souvent au voisinage de l'eau cependant.
En période internuptiale, il fréquente essentiellement les régions littorales, en particulier les plages et les estuaires.

## Alimentation
Pour se nourrir, le Gravelot de Leschenault sonde parfois les sédiments avec son bec.
Il consomme des insectes, des crustacés et de vers de terre.

## Répartition et sous-espèces
Selon la classification de référence du Congrès ornithologique international (15.1, 2025) il se répartit en trois sous-espèces (ordre philogénique) :
- A. l. columbinus (Wagler, 1829) — centre de l'Anatolie, Azerbaidjan et nord de la Jordanie, hiverne en Afrique ;
- A. l. scythicus (Carlos, Roselaar & Voisin, 2012) — des rives orientales de la mer Caspienne au nord de l'Afghanistan, hiverne en Asie du Sud;
- A. l. leschenaultii (Lesson, 1826) — nord de la Chine, Mongolie et sud de la Sibérie, hiverne à travers le bassin Indo-pacifique.

Anarhynchus leschenaultii scythicus (Carlos, Roselaar & Voisin, 2012) est un synonyme de Anarhynchus leschenaultii crassirostris (Spix, 1825).